# إيست كويك
إيست كويك (بالإنجليزية: East Cowick) هي قرية تقع في مقاطعة شرق يوركشير في إنجلترا، على بُعد حوالي 2.4 كم (1.5 ميل) شرق بلدة سنايث. تقع القرية على الطريق السريع A1041، إلى الشمال مباشرة من الطريق السريع M62.

## الموقع والإدارة
تتبع إيست كويك إداريًا الرعية المدنية سنايث وكويك، وكانت تاريخيًا جزءًا من ويست رايدينغ أوف يوركشير حتى تغييرات الحكومة المحلية عام 1974، حيث أصبحت ضمن شرق يوركشير.

## الجغرافيا
يمر عبر القرية كوويك دايك، وهو مجرى مائي صغير يصب في نهر أوس إلى الجنوب. كما تقع المنطقة الزراعية المحيطة بها ضمن أراضي منخفضة تُستخدم في الزراعة والمراعي.

## المعالم والمباني
- كنيسة القديس كوثبرت (St Cuthbert's Church): كنيسة مصممة على الطراز القوطي المُحدث، أنشأها المعماري ويليام باترفيلد بين عامي 1853 و1854. تُعد الكنيسة من المباني المدرجة من الدرجة الثانية.

- قاعة إيست كويك (East Cowick Hall): منزل ريفي كبير يعود إلى القرن السابع عشر، كان مملوكًا لعائلة بويتن، وهو مدرج كمبنى محمي من الدرجة الأولى.

## التاريخ
قبل عام 1974، كانت القرية جزءًا من مقاطعة ويست رايدينغ أوف يوركشير التاريخية. تغير وضعها الإداري إلى شرق يوركشير بموجب قانون الحكومة المحلية لعام 1972.